# Cyprian Dunin Wąsowicz
Cyprian Dunin Wąsowicz herbu Łabędź – podczaszy radomski w 1793 roku, cześnik radomski w latach 1788–1793, łowczy opoczyński w latach 1782–1788, konsyliarz województwa sandomierskiego w konfederacji targowickiej.
Był komisarzem Sejmu Czteroletniego z powiatu radomskiego województwa sandomierskiego do szacowania intrat dóbr ziemskich w 1789 roku. W 1790 roku był członkiem Komisji Porządkowej Cywilno-Wojskowej województwa sandomierskiego dla powiatu radomskiego.